# Jacques Joseph de Schielé
Jacques Joseph de Schielé, né le 11 juin 1758 à Ammerschwihr (Haut-Rhin), mort le 24 mai 1826 à Ammerschwihr (Haut-Rhin), est un militaire français de la Révolution et de l’Empire.

## États de service
Il entre en service le 20 décembre 1780, comme commissaire des guerres, et il est employé en cette qualité au ministère de la guerre. Le 30 juin 1786, il est envoyé en résidence à Chalon-sur-Saône, puis il passe à Vesoul le 14 juillet 1789, avant de rejoindre Landau et enfin Strasbourg.
Commissaire ordonnateur le 11 mars 1793, il est destitué le 4 juillet 1794, comme parent d’émigrés. Il est réintégré le 9 octobre 1794, par le représentant du peuple Foussedoire, et confirmé dans le grade de commissaire ordonnateur le 29 juin 1795, à Strasbourg.
Il est promu inspecteur aux revues le 7 février 1800, et il passe dans la 7e division militaire à Grenoble le 15 janvier 1802. Il est fait chevalier de la Légion d’honneur le 25 mars 1804. Le 8 décembre suivant, il est appelé dans la 6e division militaire à Besançon, et le 30 août 1805, il est envoyé dans la 16e division militaire, pour y être chargé du service administratif des troupes composant le camp de Boulogne. Il occupe les mêmes fonctions à Lille, lorsque le gouvernement lui confie le 6 novembre 1806, le service de la 24e division militaire à Bruxelles, qu’il conserve jusqu’au 21 mai 1807, date de sa mise en non activité.
Il est fait officier de la Légion d’honneur le 2 juin 1809, et il est rémployé le 11 juin suivant, dans la 5e division militaire à Strasbourg. Il est fait chevalier de Saint-Louis le 17 septembre 1814, et il est admis à la retraite le 24 septembre 1815.
Il meurt le 24 mai 1826, dans sa commune d’Ammerschwihr, dont il est le maire de 1816 à sa mort.

## Sources
- A. Lievyns, Jean Maurice Verdot, Pierre Bégat, Fastes de la Légion-d'honneur, biographie de tous les décorés accompagnée de l'histoire législative et réglementaire de l'ordre, Tome 4, Bureau de l’administration, 1844, 640 p. (lire en ligne), p. 418.
- « Cote LH/2479/45 », base Léonore, ministère français de la Culture
- Léon Hennet, Etat militaire de France pour l’année 1793, Siège de la société, Paris, 1903, p. 44.
- Thierry Sarmant, Inventaire des archives de la guerre: sous-série Xg : Suisses au service de la France, XVIIe – XIXe siècles, Service historique de l'armée de terre, 2001, p. 157-160-344.
- Robert Werner, L'approvisionnement en pain de la population du Bas-Rhin et de l'Armée du Rhin pendant la Révolution, 1789-1797, F.X. Le Roux, 1951, p. 577.